# جبل رايتسون
جبل رايتسون هو قُنة يبلغ ارتفاعها 9456 قدمًا (2882 مترًا) في جبال سانتا ريتا داخل غابة كورونادو الوطنية في جنوب أريزونا بالولايات المتحدة.
سمُي الجبل باسم ويليام رايتسون، عامل منجم ورجل أعمال في المنطقة قُتل على يد قبيلة أباتشي في معركة فورت بوكانان عام 1865.